# Боянич, Драгомир
Драгомир «Гидра» Боянич (серб. Драгомир «Гидра» Бојанић; 13 июня 1933, Крагуевац, Королевство Югославия — 11 ноября 1993, Белград) — югославский сербский актёр театра, кино и телевидения.

## Биография
Во время Второй мировой войны потерял обоих родителей и остался сиротой. Мать умерла от туберкулёза, когда Драгомиру было девять лет, отец — офицер сербской армии — был убит немцами. Драгомир Боянич окончил технологическое училище в Крагуеваце. Работал на заводе. Принимал участие в самодеятельном театре.
После окончания в 1964 году факультета драматического искусства в Белграде (класс Раше Плаовича), до 1966 года — актёр столичного Югославского драматического театра. Будучи студентом первого курса играл на сцене Национального театра в Белграде.
В 1955 году дебютировал в кино в эпизоде в фильме режиссёра Жике Митровича «Эшелон доктора M.». Исполнил 111 ролей в кино. Под псевдонимом «Энтони Гидра» сыграл в 20 итальянских спагетти-вестернах и боевиках.
Умер от рака печени. Похоронен на Аллее заслуженных граждан Нового кладбища в Белграде.

## Награды
- Лауреат премии кинофестиваля в Пуле «Золотая арена» (1974, Югославия).

## Избранная фильмография
- 1955 — Эшелон доктора М.
- 1957 — Зэница / Zenica
- 1958 — Сквозь ветви — небо / Kpoz granje nebo[3]
- 1960 — Лучше уметь, чем иметь / Bolje je umeti — эпизод
- 1961 — Лето виновато во всём / Leto je krivo za sve
- 1963 — Любимчик командира / Macak pod sljemom — Мартин
- 1964 — Марш на Дрину / Marš na Drinu
- 1964 — Среди коршунов — Джо
- 1965 — Три / Tri
- 1965 — Инспектор
- 1966 — Подопечный / Sticenik
- 1968 — Скоро будет конец света
- 1968 — Невпопад — Яблан Еждич
- 1968 — Дырка во лбу — незнакомец
- 1969 — По ходу солнца / Nizvodno od sunca — Бая Бакич
- 1971 — Баллада о свирепом — Петар
- 1972 — Картинки из жизни ударника / Slike iz zivota udarnika
- 1972 — Вальтер защищает Сараево
- 1973 — Свадьба — Тадия Чемеркич
- 1974 — Единственная дорога / Okovani soferi — Зоран, кузнец
- 1976 — Вершины Зелёной горы / Vrhovi Zelengore — снайпер
- 1977 — Групповой портрет с дамой
- 1977 — Безумные годы / Lude godine — Zivorad 'Zika' Pavlovic
- 1980 — Пришло время любить / Doslo doba da se ljubav proba — Zivorad 'Zika' Pavlovic
- 1981 — Люби, люби, но не теряй головы / Ljubi, ljubi, al glavu ne gubi
- 1983 — Как придет, так и уйдет / Idi mi, dodji mi
- 1983 — Какой дед, такой и внук / Kakav deda takav unuk
- 1983 — Алло, такси / Halo taxi
- 1984 — Что происходит, когда любовь приходит / Sta se zgodi kad se ljubav rodi
- 1985 — Жикина династия / Zikina dinastija — Жика
- 1985 — Жизнь прекрасна / Живот jе леп
- 1986 — Вторая Жикина династия / Druga Zikina dinastija — Жика
- 1986 — Бал на воде / Hey Babu Riba
- 1988 — Тайна монастырской ракии / Tajna manastirske rakije — эпизод
- 1992 — Жикина женитьба / Zikina zenidba (Югославия) — Жика